# Лабрадорско море
Вижте пояснителната страница за други значения на Лабрадор.
Лабрадорско море или Море Лабрадор е море в крайната северозападна част на Атлантическия океан, разположено между остров Нюфаундленд на юг, полуостров Лабрадор на запад, остров Бафинова земя на северозапад и остров Гренландия на североизток. На югоизток е широко отворено към Атлантическия океан, като границата според Международната хидрографска организация се прекарва по линията от нос Фарвел (най-южната точка на Гренландия) до нос Сейнт Джонс (най-източната точка на остров Нюфаундленд. На север чрез протока Дейвис се свързва с Бафиново море, на северозапад чрез Хъдсъновия проток – със залива Хъдсън, а на югозапад чрез протока Бел Айл – със залива Сейнт Лорънс. Наименувано е в чест на португалския мореплавател Жуау Лаврадор, който през 1498 г. става първият европеец плавал тези води. Съдържа една от най-големите системи от турбидни потоци на Земята.

## История
Морето е образувано след разделянето на Северноамериканската и Гренландската тектонски плочи, което започва преди около 60 милиона години и завършва преди около 40 милиона години. През креда се образува седиментен басейн, който днес се намира под континенталния шелф. Началото на магмения спрединг е съпроводено с вулканични изригвания от пикрит и базалт през палеоцен при пролива Дейвис и Бафиново море.
Между 500 г. пр.н.е. и 1300 г. южният бряг на морето е населяван от дорсети, беотуки и инуити. Дорсетите по-късно са изместени от културата Туле.

## География, геология и батиметрия
Лабрадорско море е около 3400 m дълбоко и около 1000 km широко при сливането му с Атлантическия океан. Става по-плитко (около 700 m) в посока към Бафиново море и преминава към 300 km широчина при пролива Дейвис. На дъното на морето е установена голяма система от турбидни потоци, с дълбочина 100 – 200 m, широчина 2 – 5 km и дължина 3800 km. Проявява се като подводно речно корито с многобройни притоци и поддържащо се от турбидни потоци с висока плътност, плаващи сред дигите.
Температурата на водата варира между -1 °C през зимата и 5 – 6 °C през лятото. Солеността на водата е относително ниска, 31 – 34,9‰. Две трети от площта на морето през зимата е покрита с лед. Приливите и отливите се случват два пъти през денонощието, достигайки разлика от 4 m.
Водата в Лабрадорско море циркулира обратно на часовниковата стрелка. Процесът започва, заради Източногренландското течение и се поддържа от Западногренландското течение, което донася по-топли и солени води на север, покрай бреговете на Гренландия. След това Бафиновото течение и Лабрадорското течение донасят студени и по-малко солени маси на юг, покрай крайбрежието на Канада. Тези течения носят със себе си множество айсберги и впоследствие затрудняват корабната навигация и изследването на залежите природен газ под морското дъно. Скоростта на Лабрадорското течение е обикновено около 0,3 – 0,5 m/s, но понякога може да достине 1 m/s в някои участъци, докато Бафинското течение е по-бавно с около 0,2 m/s. Лабрадорското течение държи температурата на водата около 0 °C, а солеността – около 30 – 34‰.

## Фауна
Северните и западните части на Лабрадорско море са покрити с лед от декември до юни. Плаващите ледове служат като места за разплод на тюлени през ранна пролет. Самото море също съдържа храна за атлантическата сьомга и няколко вида морски бозайници. През 1978 г. започва ловът на скариди и треска в морето. Ловът на треска обаче драстично намалява популацията на риба в морето към 1990 г. и бива прекратен през 1992 г. Други морски животни, които се ловят са пикша, атлантическа херинга, омар и няколко вида камбалоподобни. Те са най-широко разпространени в южните части на морето.
Белугите, които иначе изобилстват на север в Бафиново море, където популацията им достига 20 000, са редки в Лабрадорско море, особено след 1950-те години. Морето съдържа и голяма популация на сейвали.
Лабрадорската патица е била често срещата птица по канадското крайбрежие до XIX век, но днес е изчезнал вид. Други крайбрежни животни са лабрадорският вълк (Canis lupus labradorius), карибу, лос, черна мечка, червена лисица, полярна лисица, росомаха, заек беляк, орел рибар, патици, гъски, фазани и други.

## Флора
Крайбрежната растителност включва Picea mariana, Larix laricina, бял смърч, Betula nana, върба, пушица, пиренови, острицови, лишеи и мъхове. Вечнозелени храсти от лабрадорски чай, от които се приготвя билков чай, са често срещани на канадските и на гренландските брегове.